# Erin Chambers
Erin Chambers (Portland, 24 settembre 1979) è un'attrice statunitense.

## Filmografia parziale

### Attrice
Cinema
- Free Willy 2 (Free Willy 2: The Adventure Home), regia di Dwight H. Little (1995) - non accreditata
- Blast, regia di Martin Schenk (2000)
- Ricochet River, regia di Deborah Del Prete (2001)
- Tears of a King, regia di Rob Diamond (2007)
- Heber Holiday, regia di McKay Daines (2007)
- The Singles 2nd Ward, regia di Kurt Hale (2007)
- Alvin Superstar (Alvin and the Chipmunks), regia di Tim Hill (2007)
- The Errand of Angels, regia di Christian Vuissa (2008)
- Heaven's Rain, regia di Paul Brown (2011)
- Nesting, regia di John Chuldenko (2012)
- Saturn Returns, regia di Shawn Tolleson (2017)
- The Amendment, regia di Paul Brown (2018)

Televisione
- L'ora della violenza 3 (The Substitute 3: Winner Takes All) - film TV (1999)
- Non guardare sotto il letto (Don't Look Under the Bed) - film TV (1999)
- Stargate Atlantis - 3 episodi (2004)
- Spellbound - film TV (2007)
- Il tempo della nostra vita (Days of Our Lives) - 3 episodi (2008)
- Medium - 3 episodi (2009)
- Catastrofe annunciata (The Storm) - miniserie TV (2009)
- General Hospital - 123 episodi (2010-2011)
- Castle - serie TV, episodio 4x18 (2012)
- Febbre d'amore (The Young and the Restless) - 19 episodi (2013)
- Finding Carter - 5 episodi (2015)

### Doppiatrice
- I sospiri del mio cuore (耳をすませば Mimi wo sumaseba) (1995) - versione inglese
- I miei vicini Yamada (ホーホケキョとなりの山田くん Hōhokekyo tonari no Yamada-kun) (1999) - versione inglese
- La ricompensa del gatto (猫の恩返し Neko no ongaeshi) (2002) - versione inglese
- Happy Feet (2006)

## Doppiatrici italiane
Nelle versioni in italiano delle opere in cui ha recitato, Erin Chambers è stata doppiata da:
- Laura Facchin in CSI: NY
- Alessandra Korompay in Ghost Whisperer - Presenze
- Alessia Amendola in The Glades
- Claudia Pittelli in Castle
- Chiara Francese in Scandal
- Angela Brusa in X-Files